# ريفابوتين
ريفابوتين (Rifabutin) الزمرة الدوائية من المضادات الحيوية  من فئة الريفامبيسين. الريفابوتين (Rifabutin)، يستعمل لعلاج السل (التدرن – Tuberculosis) المزمن، عند وجود دليل على مقاومته للريفامبيسين (Rifampicin) أو لدوائين بديلين آخرين.
يمكن تناول الاقراص مع أو بدون الطعام. من شان تناول الدواء مع الطعام ان يخفف من تهييج المعدة.
يجب استكمال تناول الدواء بالكامل، حتى إذا تحسنت حالة المريض. قد يكون التلوث الاصلي لا يزال موجودا، ويمكن للاعراض ان تعود إذا تم ايقاف العلاج بشكل مبكر.
إنه على قائمة منظمة الصحة العالمية للأدوية الأساسية، والدواء أهم المتطلبات في النظام الصحي الأساسي.
قد يؤدي الريفابوتين لتغير لون سوائل الجسم (البول، العرق، الدموع) ولذلك يوصى بالامتناع عن وضع عدسات لاصقة لينة خلال العلاج.
كما ويقلل الريفابوتين من قدرة الجسم على محاربة التلوث، ولذلك يجب التوجه للطبيب في حال ظهور اعراض تدل على التلوث، مثل الحرارة المرتفعة، القشعريرة، الم الحنجرة والطفح.

## التاريخ
العلماء في شركات الأدوية الإيطالية Achifar اكتشفوا ريفابيتين في عام 1975. (في نهاية المطاف أصبح جزءا من Archifar
Farmitalia كارلو إربا، وهي وحدة تابعة لمجموعة شركات شركة MONTEDISON.) مختبرات أدريا الفرعية هذه الشركة في وقت مبكر تقدمت بطلب لإدارة الغذاء والدواء (FDA) للموافقة على ريفابيتين تحت اسم العلامة التجارية Mycobutin في 1990م، ونال الدواء موافقة إدارة الاغذية والعقاقير في ديسمبر كانون الأول عام 1992م.

## الاستعمال الطبي
يستعمل للوقاية من داء المتفطرات الطيرية بالإضافة لذلك، يستعمل هذا الدواء لعلاج التلوث الناجم عن جرثومة معقد المتفطرة الطيرية (MycobacteriumAviumComplex – MAC)، في الغالب لدى مرضى الايدز. كما يستعمل لمنع تلوث الـ MAC لدى مرضى الايدز، ذوي عد خلايا CD4 المنخفض جدا (دون الـ 200 خلية لكل مليلتر مكعب).

## آلية التأثير
ريفابوتين عبارة عن مضاد حيوي يثبط فعالية أنزيم البوليميراز المصنع لـ RNAاعتماداً على الـ DNA
الريفابوتين قاتل جرثومي يمتلك فعالية واسعة ضد العضيات إيجابية الغرام وسلبية الغرام (بما فيها الزائفة الزنجارية)وبشكل خاص المتفطرات السلية
- الامتصاص: يمتص بسهولة عن طريق السبيل المعدي المعوي، بتوافر حيوي 20%
- الاستقلاب: كبدي
- الإطراح: عن طريق البول والبراز

## التأثيرات الجانبية
- اضطرابات الجهاز الهضمي: إسهال، انزعاج معدي، تغير في الطعم، غثيان أو إقياء
- الجهاز البولي: تغير لون البول، العرق، اللعاب للون البني
- الجهاز الدوري: الم في الصدر، نزيف
- الجهاز التنفسي: اعراض مشابهه بالإنفلونزا (الحمى والسعال والقشعريرة والام)
- الجلد: تغير في لون الجلد

## التداخلات الدوائية
المعلومات الواردة عن الدواء مبنية على النشرات الطبية للدواء، مع هذا فإنها لا تشكل بديلا عن استشارة الطبيب. جب الا يجري تناول الريفابوتين Rifabutin مع مثبطات البروتياز protease inhibitors التي تعالج بها العدوى بفيروس الايدز، مثل الامبرينافير Amprenavir والاتازانافير Atazanavir واللوبينافير Lopinavir والريتونافير Ritonavir . . . الخ، بسبب وجود خطر متزايد للآثار الجانبية على الكبد مع هذا المزيج من الادوية.
- مضادات الفطور
- سيبروفلوكساسين
- ديلفيرادين
- الماكروليدات
- سيكلوسبورين
- فينيتوئين
- رانولازين
- تاكروليماس
- مضادات التخثر
- مانعات الحمل الهرمونوية

## تحذيرات عند تناول الدواء
- أثناء الحمل: لم تظهر الابحاث التي اجريت على الحيوانات وجود ضرر للجنين. لا توجد معلومات كافية حول استعمال الدواء للبشر. يجب استعمال هذا الدواء وقت الحمل عند الضرورة العلاجية، فقط. (B)
- الرضاعة: لم يثبت ان استعمال الدواء امن للمرضعات. لا ينصح بتناوله.
- الأطفال والرضع: لم يحدد مدى سلامة الاستعمال لدى الاولاد تحت جيل 18 سنة، يجب مراجعه الطبيب.